# Porcièu
Porcièu (en francès Pourcieux) és un municipi francès situat al departament del Var i a la regió de Provença – Alps – Costa Blava.

## Demografia
| 1962                                       | 1968 | 1975 | 1982 | 1990 | 1999 | 2007  |
| ------------------------------------------ | ---- | ---- | ---- | ---- | ---- | ----- |
| 252                                        | 256  | 256  | 281  | 527  | 921  | 1.071 |
| Des de 1962: població sense dobles comptes |      |      |      |      |      |       |

## Administració
| Període   | Identitat          | Partit |
| --------- | ------------------ | ------ |
| 1983-1995 | Suzanne Florent    | PCF    |
| 1995-     | Jean-Raymond Niola | PCF    |